# Aula TIC

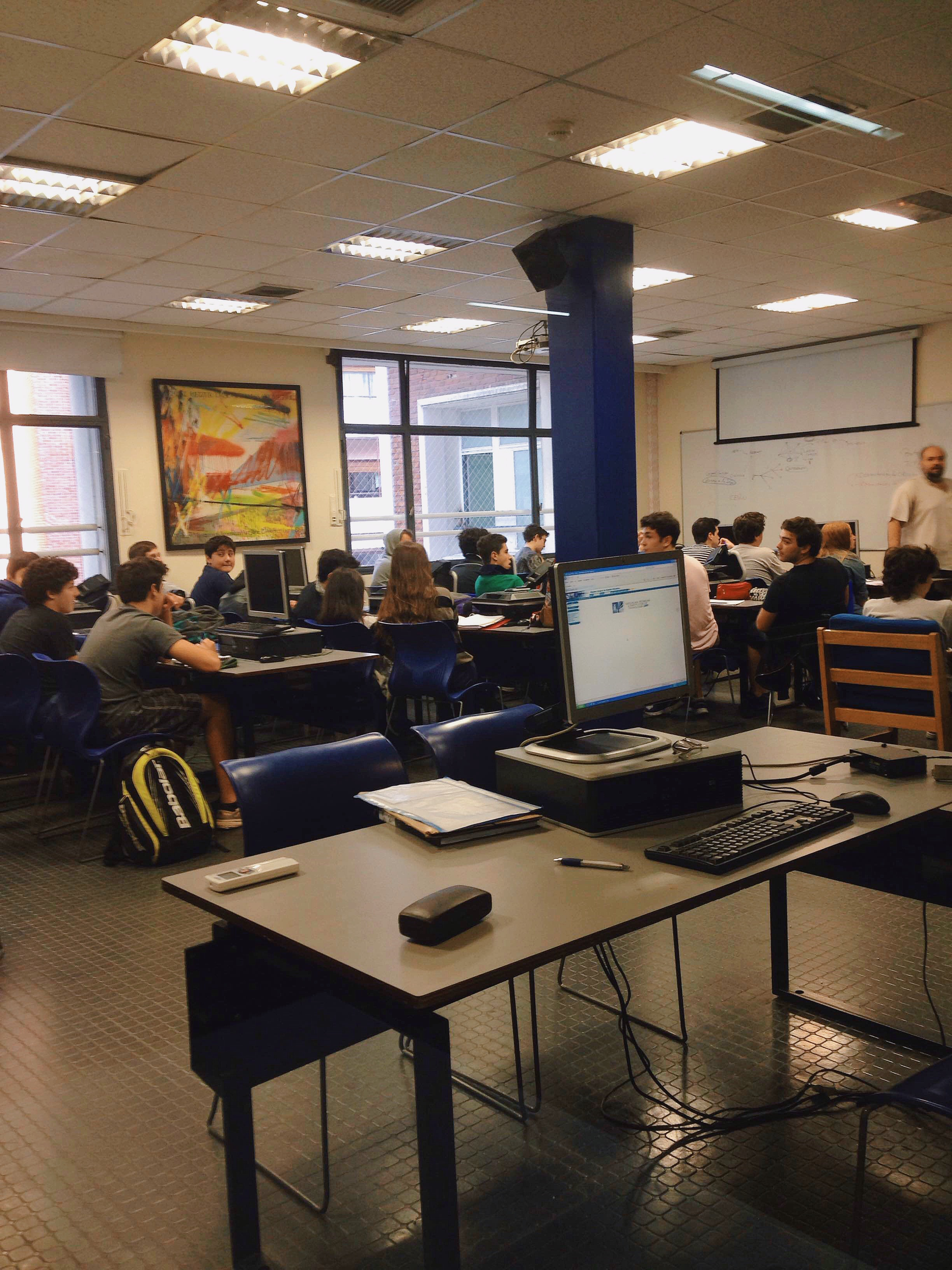
Aula TIC en un centro educativo en Buenos Aires

Un aula TIC es el espacio de enseñanza-aprendizaje que cuenta con dispositivos móviles, tales como ordenadores y tabletas con conexión a Internet como recurso educativo. Generalmente, un aula TIC cuenta con un coordinador o referente TIC, que es el encargado del mantenimiento y gestión de los recursos. La implementación pedagógica mediada con TIC posibilita el aprendizaje significativo. El uso de las TIC en el aula proporciona tanto al educador como al estudiante la posibilidad de convertirse en un participante activo, protagonista de su propio aprendizaje. De tal forma, asistimos a una renovación didáctica en las aulas donde se pone en práctica una metodología activa e innovadora que motiva al alumnado en las diferentes áreas o materias.
El uso de las TIC en las aulas ha obligado a romper con el paradigma tradicional de la educación en el aula y la relación estudiante profesor para redefinir los conceptos hacia la construcción de participantes/facilitadores, tutores, permitiendo procesos de aprendizaje abiertos con la incorporación de nuevas metodologías de evaluación que permiten alcanzar los objetivos propuestos. Sin embargo, no se debe asumir con simpleza la incorporación de las TIC a la enseñanza. Por ello,  ¨La educación superior tiene que adaptar sus estructuras y métodos de enseñanza a las nuevas necesidades. Se trata de pasar de un paradigma centrado en la enseñanza y la transmisión de conocimientos a otro centrado en el aprendizaje y el desarrollo de competencias transferibles a contextos diferentes en el tiempo y en el espacio¨.
Son muchas las herramientas tecnológicas (WhatsApp, Facebook, YouTube, LinkedIn, entre otras) que se pueden utilizar para alcanzar los objetivos de aprendizaje cuya aplicación práctica dependerá del acceso a la tecnología diseñada en las políticas públicas de cada país, la democratización de la información y la capacitación de los profesores en el uso de las nuevas herramientas tecnológicas que facilitan los procesos de aprendizaje.
Ventajas y Desventajas de la TIC
Las TIC son Tecnologías de la Información y la Comunicación. Es decir, son todos los dispositivos creados para almacenar, transmitir, recibir y enviar información combinando redes telefónicas, audiovisuales e informáticas. Por ejemplo, un teléfono móvil, una computadora, un televisor, etc.
Algunas ventajas de las TIC son, por ejemplo, el acceso a multitud de recursos para el aprendizaje y la información, así como la facilidad para realizar trámites y acceder a determinados servicios.
Entre las desventajas podemos señalar la divulgación de información falsa o el riesgo de aislamiento.
Las TIC no son buenas o malas en sí mismas, sino que son los usuarios quienes pueden hacer un uso bueno o malo de estas.
|                 | Ventajas de las TIC | Desventajas de las TIC |
| --------------- | --- | --- |
| En la educación | - Acceso a diversas fuentes de información. - Comunicación en tiempo real. - Mayor interacción. - Desarrollo de nuevas habilidades fuera del currículo oficial. - Aprendizaje personalizado.          | - Riesgo de desigualdad y exclusión. - Pueden ser una fuente de distracción. - Acceso a información de baja calidad. - Disminuyen las habilidades manuales. |
| En la sociedad  | - Democratización del acceso a la información. - Optimización de trámites burocráticos. - Acceso a productos y servicios sin límites geográficos. - Acceso a nuevas tecnologías a precios accesibles. | - Peligro de exposición de datos personales. - Acceso a información falsa. - Exclusión y desigualdad.                                                       |
| En las empresas | - Eficiencia en la toma de decisiones. - Nuevas modalidades de trabajo. - Nuevas oportunidades de crecimiento                                                                                         | - Reducción de puestos de trabajo. - Riesgo de ciberataques.                                                                                                |
| En el hogar     | - Facilitan la comunicación. - Permiten el acceso a la educación y el trabajo. | - Menos interacción familiar. - Exposición a contenido inapropiado.                                                                                         |

## Ventajas de las Tecnologías de la Información y la Comunicación
Las tecnologías de la comunicación y la información pueden promover el acceso al conocimiento, el desarrollo de nuevas habilidades u otros beneficios en diferentes ámbitos, tal y como se explica a continuación.

### Ventajas de las TIC en la educación

#### Acceso a diversas fuentes de información
Las tecnologías de la información permiten el acceso al conocimiento de manera instantánea y en diversos formatos.
Un estudiante puede acceder a varias fuentes de información de forma escrita, en audio o en video. Los contenidos educativos son cada vez más interactivos y fomentan la participación del usuario.
Por ejemplo, se pueden realizar ejercicios desde una página web, elaborar mapas en formato 3D, representaciones de eventos históricos en realidad aumentada, carruseles de imágenes en redes sociales para explicar conceptos, etc.
2. Comunicación en tiempo real
Una de las ventajas de las TIC en la educación es que los estudiantes y profesores pueden estar en contacto en tiempo real, sin importar su localización geográfica.
Esto es especialmente ventajoso en situaciones que impiden o limitan las clases de forma presencial, como pandemias, desastres naturales o eventualidades cotidianas.
De esta forma, las TIC contribuyen a disminuir el absentismo por parte de profesores o estudiantes, e impactan positivamente en el rendimiento de las instituciones educativas.

#### Mayor interacción
Las tecnologías de la información facilitan la interacción entre estudiantes y usuarios de todo el mundo, dejando atrás las barreras geográficas.
Esto les permite ponerse en contacto con profesores, mentores, especialistas, autores, o con otros pares con quienes compartir el proceso educativo.
Un ejemplo son los cursos de idiomas online, que facilitan la interacción con estudiantes de diversos países, quienes enseñan su idioma nativo a sus compañeros y a la vez aprenden una lengua nueva.

#### Desarrollo de nuevas habilidades fuera del currículo oficial
Una de las grandes ventajas de las TIC en la educación es que permiten la adquisición de conocimientos y habilidades que no están incluidas en los planes educativos oficiales.
Hoy en día, cualquier persona con acceso a las TIC puede formarse en diversas áreas, bien sea de manera autodidacta o guiada por un especialista.
Por ejemplo, un niño puede aprender programación, un estudiante de secundario puede aprender sobre finanzas, un contable puede tomar clases en línea de japonés, etc.

#### Aprendizaje personalizado
Las TIC permiten a las personas aprender a su propio ritmo. Existen tutoriales en video que, al estar grabados, pueden ser vistos las veces que sea necesario.
De hecho, muchas plataformas de cursos en línea permiten que los estudiantes tengan acceso a las clases de forma permanente, lo cual les permite consultar los contenidos sin limitaciones de tiempo.

### Ventajas de las TIC en la sociedad

#### Democratización del acceso a la información
Las TIC han hecho posible que la información sea accesible para todas las personas que disponen de estas tecnologías.
Durante siglos, el acceso a la información estaba limitado a las élites económicas o políticas, quienes podían pagar para acceder a ella y además eran quienes sabían leer y escribir.
Luego, los medios de comunicación hicieron que la información tuviera un alcance masivo. La llegada de internet y las tecnologías de la información ampliaron la posibilidad de que cualquier persona, con un mínimo de requisitos, pudiera acceder a cualquier información de manera inmediata.

#### Optimización de trámites burocráticos
Hoy en día muchos trámites administrativos se realizan en línea gracias a las tecnologías de la información y la comunicación.
En muchos países, es posible pagar los impuestos, abrir una cuenta bancaria e incluso tramitar un documento de identidad desde el teléfono celular o la computadora. Esto implica una mejor gestión de los recursos humanos de organismos públicos y privados.
Al mismo tiempo, la gestión de trámites de forma online permite ahorrar de tiempo y esfuerzo a los ciudadanos.

#### Acceso a productos y servicios sin límites geográficos
Una ventaja de las TIC en la sociedad es que ha facilitado el acceso a bienes y servicios que antes eran inaccesibles debido a la distancia o barreras geográficas.
Cualquier persona con los recursos disponibles puede elegir desde su teléfono un producto o servicio que esté en cualquier parte del mundo (siempre que esté disponible para el país de destino).
Esto tiene múltiples aplicaciones, como estudiar un postgrado a distancia en una universidad extranjera, tener una consulta con un médico de otro país o asistir a un concierto en línea, entre otras.

#### Acceso a nuevas tecnologías a precios cada vez más accesibles
A medida que pasa el tiempo, la tecnología se va volviendo más económica. Esto hace que las TIC sean mucho más accesibles ahora que hace un par de décadas atrás y que la tendencia se mantenga en el futuro.
Pensemos por un momento cuánto costaba una laptop hace 10 años o un plan de datos para un celular. A medida que pasa el tiempo, las tecnologías se van perfeccionando, los costos se van abaratando y esto hace que cada vez más personas tengan acceso a las TIC, con todos los beneficios que implica.

### Ventajas de las TIC en las empresas

#### Eficiencia en la toma de decisiones
El acceso a información y datos en tiempo real tiene un impacto positivo en la gestión de la organización. Hoy en día, una empresa puede tener todos sus datos en la nube y acceder a ellos en cualquier momento. Esto permite resolver eventualidades de manera eficiente y con un gasto menor de tiempo y recursos.
Un ejemplo son los sistemas que permiten administrar las nóminas de los empleados. Si ocurre un error en los pagos, esto puede ser detectado y resuelto en cuestión de minutos.

#### Implementación de nuevas modalidades de trabajo
Gracias a las tecnologías de la información ha sido posible explorar otras modalidades de trabajo que no requieren la presencia de los empleados o colaboradores.
Las videollamadas, las plataformas de gestión de proyectos y otras herramientas permiten el trabajo a distancia. Esto reduce los gastos de la empresa (ahorro en electricidad, agua, insumos de oficina), y para muchos trabajadores significa un ahorro en transporte y la posibilidad de pasar más tiempo en el hogar.

#### Nuevas oportunidades de crecimiento
Las TIC han permitido el desarrollo de nuevas líneas de negocio, productos o servicios en las empresas tradicionales. Esto favorece el crecimiento de la propia empresa, pero también genera nuevos empleos y oportunidades de negocio.
Por ejemplo, una empresa dedicada a la fabricación de telas puede utilizar las TIC para ofrecer sus productos online y abrirse a nuevos mercados nacionales e internacionales de una forma rápida y sencilla.

### Ventajas de las TIC en el hogar

#### Facilitan la comunicación
Las tecnologías de la información facilitan la comunicación entre los miembros de la familia que se encuentran físicamente distantes.
Los nuevos sistemas de comunicación ofrecen inmediatez y acercamiento, lo cual puede resultar positivo en la creación y mantenimiento de vínculos afectivos.
Pensemos, por ejemplo, en las personas mayores que pueden comunicarse con sus hijos o nietos a través de una videollamada, aunque estén en distintos países.

#### Permiten el acceso a la educación y el trabajo
Las TIC permiten que los miembros de la familia puedan llevar a cabo sus actividades educativas, laborales e incluso recreativas sin salir de casa.
Las nuevas modalidades de trabajo y las clases a distancia favorecen la permanencia de niños, jóvenes y adultos en el hogar. En muchos casos, esto representa la posibilidad de estrechar aún más los vínculos y la posibilidad de compartir más tiempo de calidad en familia.

## Aulas TIC

### Aulas TIC en España

#### Región de Murcia
La consejería de Educación y Cultura de la Región de Murcia para incorporar a la  sociedad del conocimiento y de la información en el sistema educativo ha puesto en marcha un programa llamado Plumier XXI. Pretende apoyar un nuevo modelo educativo de calidad en el que las tecnologías de la información y la comunicación (en adelante TIC) juegan un papel decisivo.
El programa se concreta en dos grandes ámbitos, el tecnológico y el educativo, y cada uno de ellos en una serie de planes específicos, estrechamente conectados entre sí, que permiten la introducción efectiva de las tecnologías de la información y la comunicación en el sistema educativo regional. Estos planes se concretan en las inversiones en equipamientos y aplicaciones, la intranet educativa regional, los proyectos pedagógicos sobre las Tecnologías de la Información y la Comunicación (TIC) que han elaborado todos los centros para su adscripción al proyecto, la creación de la figura del Profesor Responsable de Medios Informáticos, la formación del profesorado, la adquisición de licencias de ofimática y software educativo para los centros y el profesorado, la elaboración de material educativo multimedia incentivado mediante concursos y premios y la creación de educarm.es, el portal educativo regional.

#### Andalucía

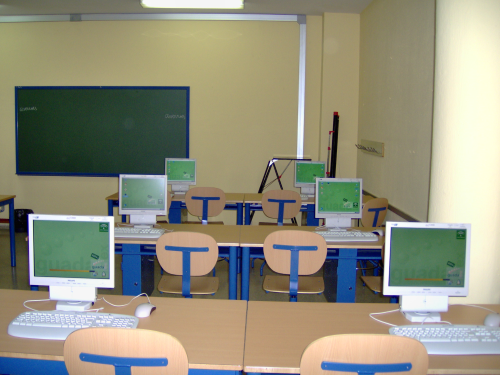
Centro Tics

El 18 de marzo de 2003, la Junta de Andalucía (Andalucía, España) publicó el Decreto de medidas de impulso a la sociedad del conocimiento en Andalucía. Pocos días después, el 4 de abril de 2003, se pública la primera convocatoria para que los centros docentes andaluces no universitarios sostenidos por fondos públicos, incorporen las TIC a sus actuaciones docentes (Centros TIC) o de gestión (Centros DIG).
Los proyectos de Centro TIC pretenden incluir las TIC en el aula como recurso didáctico pudiendo llegar a ofrecer un ordenador con conexión a Internet para cada dos alumnos. Los ordenadores funcionarán con software libre y para ello la Junta de Andalucía usa una distribución propia, Guadalinex, basada en GnuLinEx.
El 7 de octubre de 2009 se procedió a la entrega, en el Palacio de Ferias de Málaga, de los primeros ordenadores para maestros de tercer ciclo de primaria, para así comenzar una nueva andadura educativa, por el llamado "Proyecto TIC 2.0".
Los objetivos de este plan eran los siguientes:
- Profundizar en la calidad de la educación y en la igualdad de oportunidades.
- Evitar "fracturas digitales" excluyentes.
- Fomento de la motivación y de la creatividad
- Desarrollar las competencias del alumnado y hacer de las tics un uso habitual

Se piensa que todos los centros con aulas TIC, deberían tener instalados en sus ordenadores el sistema operativo "Guadalinex EDU". Todos los ordenadores deberían tener este sistema operativo, ya que en caso contrario:
1. No se aprovecharía los usuarios personales, para así poder tener "intimidad", seguridad, rapidez y privacidad.
2. el profesorado dispondría de un sistema operativo y versiones de programas educativos diferentes a los que tienen los portátiles de los carritos.
3. Si hay pizarra digital, no podría usarse como un sistema de trabajo para utilizar las funciones interactivas ni los cuadernos digitales que presenta.
4. Habría que esperar durante largos periodos de tiempo la respuestas del Equipo de Coordinación TIC para el mantenimiento de incidencias del sistema operativo y de los programas educativos instalados que sean necesarios.
5. Es posible que el resto de sistemas operativos consuman más recursos y no sean tan rápidos como GEDU

#### Madrid
La Consejería de Educación, Juventud y Deporte de la Comunidad de Madrid desarrolla una serie de iniciativas encaminadas a impulsar el uso de las Tecnologías de la Información y la Comunicación (TIC) en los centros docentes.
Algunas de las iniciativas son:
1. Portales institucionales (Madrid.org,+educación, madri+d, emes),
2. Plataforma tecnológica EducaMadrid (aulas virtuales, comunidades virtuales, Mediateca, MAX: Madrid-linuX...),
3. Revista Digital EducaMadrid y los boletines informativos dirigidos al profesorado,
4. Iniciativas de cooperación territorial como Agrega, Redined o e-Twinning,
5. Aplicaciones de gestión para los centros educativos,
6. Buen equipamiento y la conectividad con los que cuentan los centros.

### México
Bien sabemos que las tecnologías han cambiado millones de personas en el mundo. En la región  latinoamericana, con base en los análisis de los expertos en el tema, se  encuentra un claro rezago no sólo en las posibilidades de acceso en condiciones  de equidad a dichas tecnologías, sino también en relación a sus usos  pedagógicos.  Al parecer, en las  condiciones actuales, y de no mediar acciones a todos los niveles (político,  educativo, económico), en nuestra región las TIC pasarán a ser un factor más de  desigualdad que perpetúe el círculo de exclusión social y educativa en que se  encuentran atrapados muchos de nuestros niños y jóvenes. 
El uso educativo de las TIC quedó establecido como uno de los objetivos principales de la reforma educativa de 2013-2013, que declara la necesidad de «profesionalización de la función docente, el establecimiento de estándares mínimos de funcionamiento de las escuelas, el mejoramiento de los planes y programas de estudio, el fortalecimiento de los programas destinados a mejorar instalaciones, la utilización de las tecnologías de la información y la comunicación, así como la realización de evaluaciones periódicas de todos los componentes del sistema educativo». 
Asimismo, la Estrategia Digital Nacional estipuló los siguientes requerimientos en cuanto al uso de las TIC para el ámbito educativo:
1. Desarrollar una política nacional de adopción y uso de las TIC en el proceso de enseñanza-aprendizaje del Sistema Educativo Nacional.
2. Ampliar la Oferta Educativa a través de medios digitales.
3. Desarrollar una Agenda Digital de Cultura.
4. Mejorar la Gestión Educativa por medio de las TIC.[9]

En México las políticas educativas contemplan la incorporación de las TIC en todos los niveles educativos (SEP, 2012), para lo cual resulta necesaria la preparación del futuro personal docente. Valcke et al. (2007) encontraron que las necesidades individuales de los maestros y maestras y las necesidades de la escuela son fundamentales a la vista de la validez del contenido y del diseño de los programas de su formación.

### Colombia
De acuerdo con la Ley 1341, en Colombia existe un Plan de TIC que debe estar coordinado con el Plan Nacional Decenal de Educación, siendo responsabilidad del Ministerio de Tecnologías de la Información y Comunicaciones y del Ministerio de Educación. 
En la presente Ley, se integran principios orientadores:
1. Prioridad de acceso y uso de Tecnología de Información y comunicaciones
2. Libre competencia
3. Uso eficiente de la infraestructura
4. Protección de los derechos de los usuarios
5. Promoción de la inversión
6. Neutralidad tecnológica
7. El derecho a la comunicación
8. Aula TIC SENAMasificación del gobierno en línea

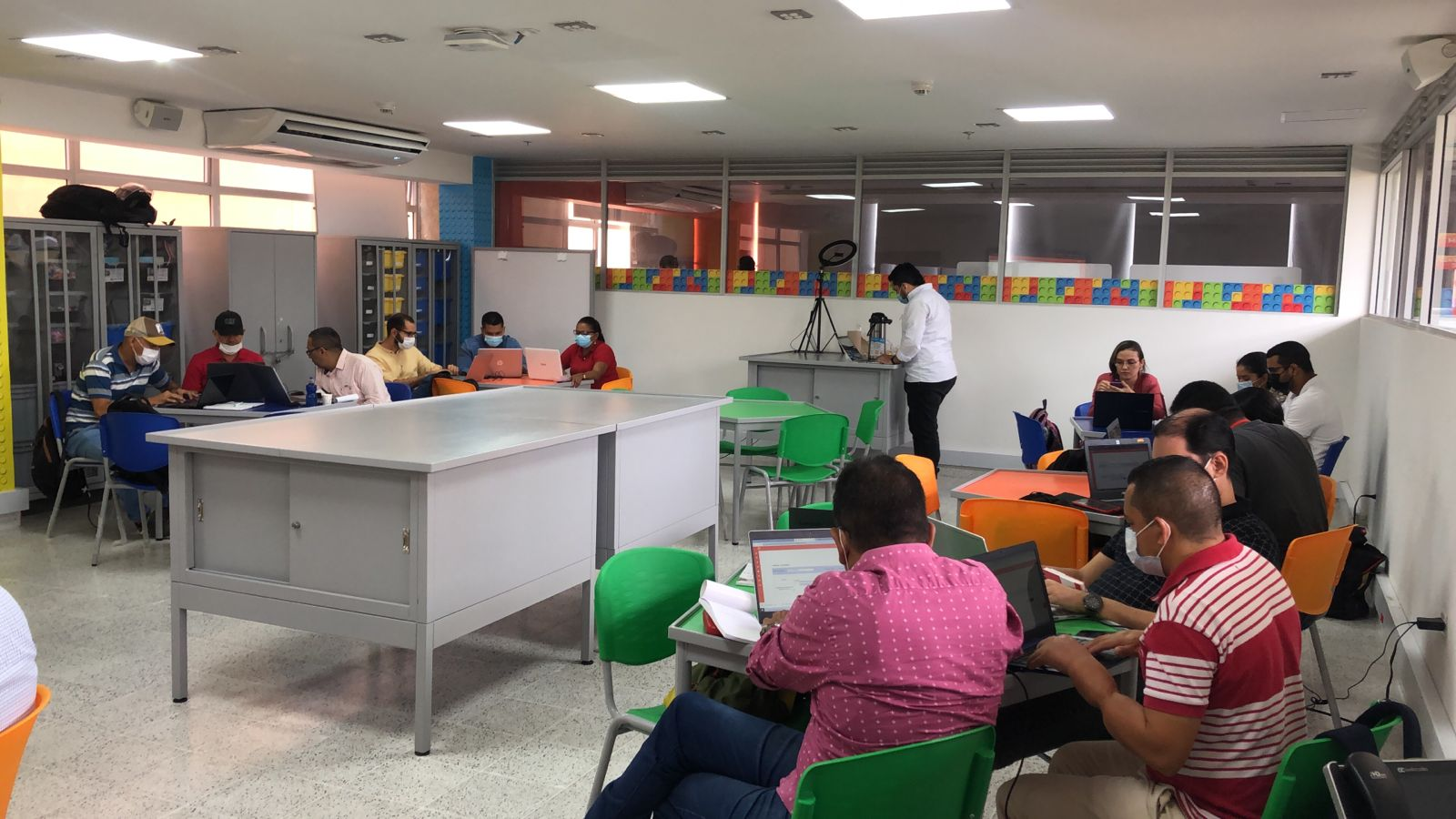
Aula TIC SENA

Entre sus objetivos se encuentran los siguientes:
1. Fomentar el emprendimiento en TIC desde los establecimientos educativos con alto contenido en innovación.
2. Poner en marcha un sistema nacional de alfabetización digital.
3. Capacitar en TIC a docentes de todos los niveles.
4. Incluir la cátedra de TIC en todo el sistema educativo desde la infancia.
5. Ejercer mayor control en los cafés Internet para seguridad de los niños.[12]

No obstante, según la opinión de Ángel Pérez Martínez: «la relación educación y las TIC podría funcionar para menos del 40% de los estudiantes, quienes tienen internet y computador en casa. Segundo, es probable que el uso de la TIC y la educación virtual se pueda extender a la educación superior y en formación para el trabajo, pero hay que tener cuidado, de hecho, en el mundo ya se conocen una serie de mercantes de posgrados a distancia, estandarizados, baratos y de mala calidad. Tercero, para la educación básica y media el aula escolar y todo lo que allí se produce con los niños y adolescentes no puede ser reemplazado por la virtualidad, entre otras cosas aprender a convivir en sociedad (¡casi nada!), más allá de la familia y el entorno social y cultural en el que vive el niño; sin dejar de mencionar lo que sucede en el salón de clase relacionado con el aprendizaje social y colaborativo, el intercambio de valores y visiones de vida, así como manejo de emociones (en directo), entre otros».

### Perú
El Ministerio de Educación puso en marcha el programa «Aprendo en casa» en coordinación con la Fundación Telefónica, con el objetivo de «implementar proyectos educativos digitales permitirá para fortalecer la educación básica regular y la educación básica especial, dentro del currículum nacional». Este programa también brinda la posibilidad de acceder a Educared, un sitio web con recursos pedagógicos y herramientas para la capacitación docente.
Otras características de Aprendo en casa son las siguientes:
- 39 000 docentes beneficiados hasta junio de 2021, que pudieron capacitarse en el uso de las TIC en el aula para su formación académica.
- Con el programa Aula Digital se entregaron tabletas a diversas instituciones educativas de Perú para incentivar la educación en esta modalidad.
- Capacitación a docentes visita de educadores a escuelas para asistir a ldocente en el uso de herramientas interactivas.[14]

### Aulas TIC en Venezuela
En Venezuela, se está implementando el uso de las TIC en el aula. Los niños y niñas están recibiendo sus computadoras con el Proyecto Canaima, y el docente con poca experiencia pero tratando de experimentar junto a los niños y niñas. En la actualidad las universidades están preparando a los docentes con herramientas tecnólogas para poder tener un buen proceso de enseñanza – aprendizaje acorde a nuestros días.[cita requerida]

### Aulas TIC: Argentina
En la Argentina se implementó el uso de las TIC, se  equiparon centros educativos en materia tecnológica, como así también la integración curricular de las TIC en los diferentes sistemas educativos y el uso de estas herramientas en los centros educativos por parte de profesores y alumnos. En el 2010 se implementó el Plan Conectar Igualdad.

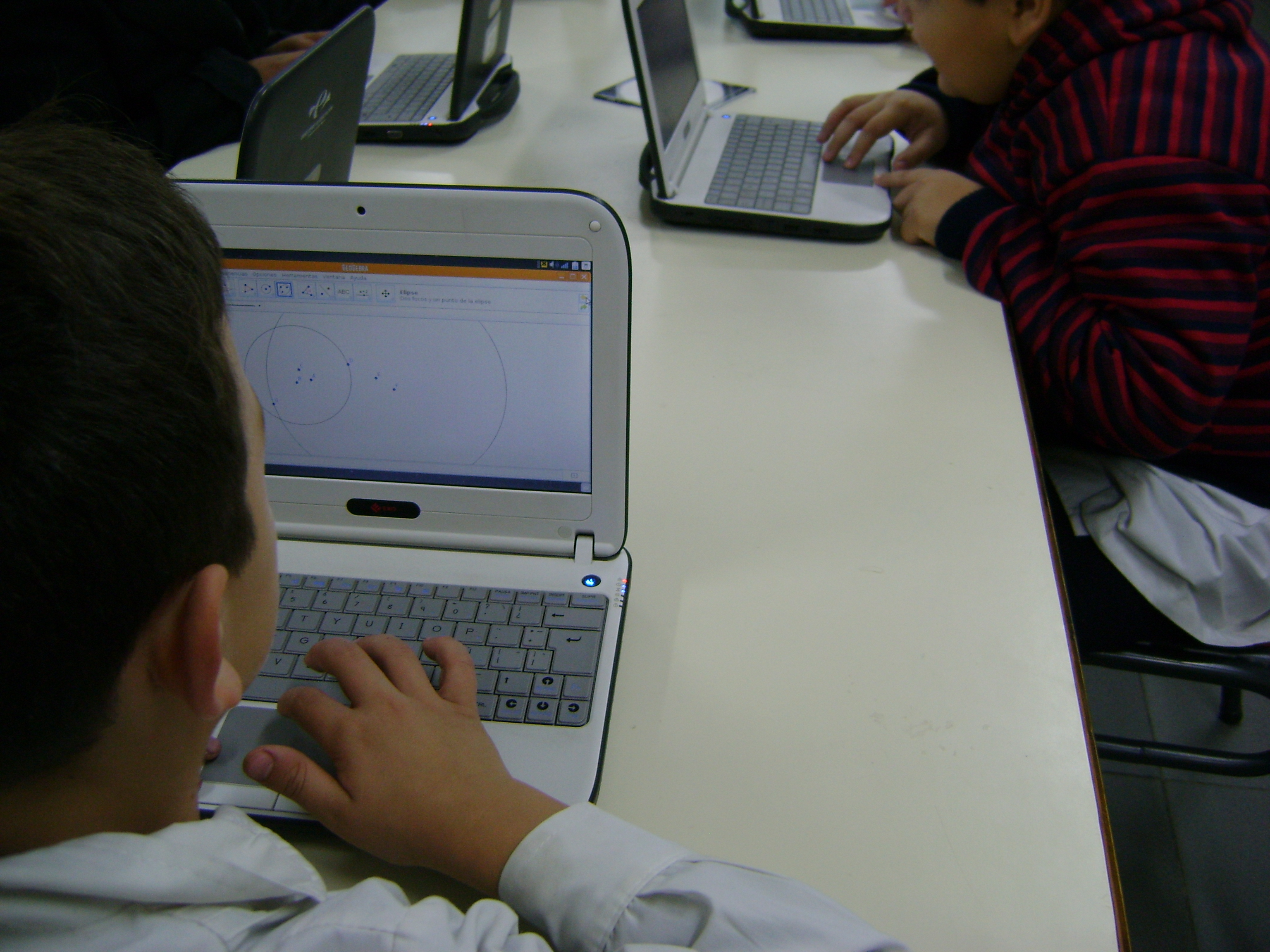
Trabajo con netbook en escuelas con programas ADM, Argentina.

En secundaria, en el marco del Programa Conectar Igualdad se creó el Programa “Internet para Establecimientos Educativos”, cuyo objetivo es garantizar la cobertura de Internet de forma gratuita a todas los establecimientos educativos, priorizando aquellos que integran Conectar Igualdad.
En el nivel primario se implementó el “Programa Primaria Digital” con la entrega de equipamiento a través de un carro digital móvil lo que permitió contar con tecnología para que alumnos y docentes cuenten con un entorno multimedia, ofreciendo recursos y diversos materiales.
A partir del 2020, el Presidente Alberto Fernández evalúa volver a implementar "Conectar Igualdad" que fue desarticulado en el año 2015 durante la Presidencia de Mauricio Macri.
A través de una plataforma educativa federal "Juana Manso", que cuenta con un buscador federal de recursos educativos abiertos, se crearon aulas virtuales. Se trata del Plan Federal Juana Manso que, con una inversión de 20.000 millones de pesos, brindará 633.000 netbooks a estudiantes de escuelas secundarias de todo el país para darles acceso a la conectividad.
A través de una plataforma educativa federal "Juana Manso", que cuenta con un buscador federal de recursos educativos abiertos, se crearon aulas virtuales. Se trata del Plan Federal Juana Manso que, con una inversión de 20.000 millones de pesos, brindará 633.000 netbooks a estudiantes de escuelas secundarias de todo el país para darles acceso a la conectividad. Lo anunció el presidente Alberto Fernández en el partido bonaerense de Ezeiza:  “Nuestro deber es que todas las chicas y chicos tengan acceso a la educación”

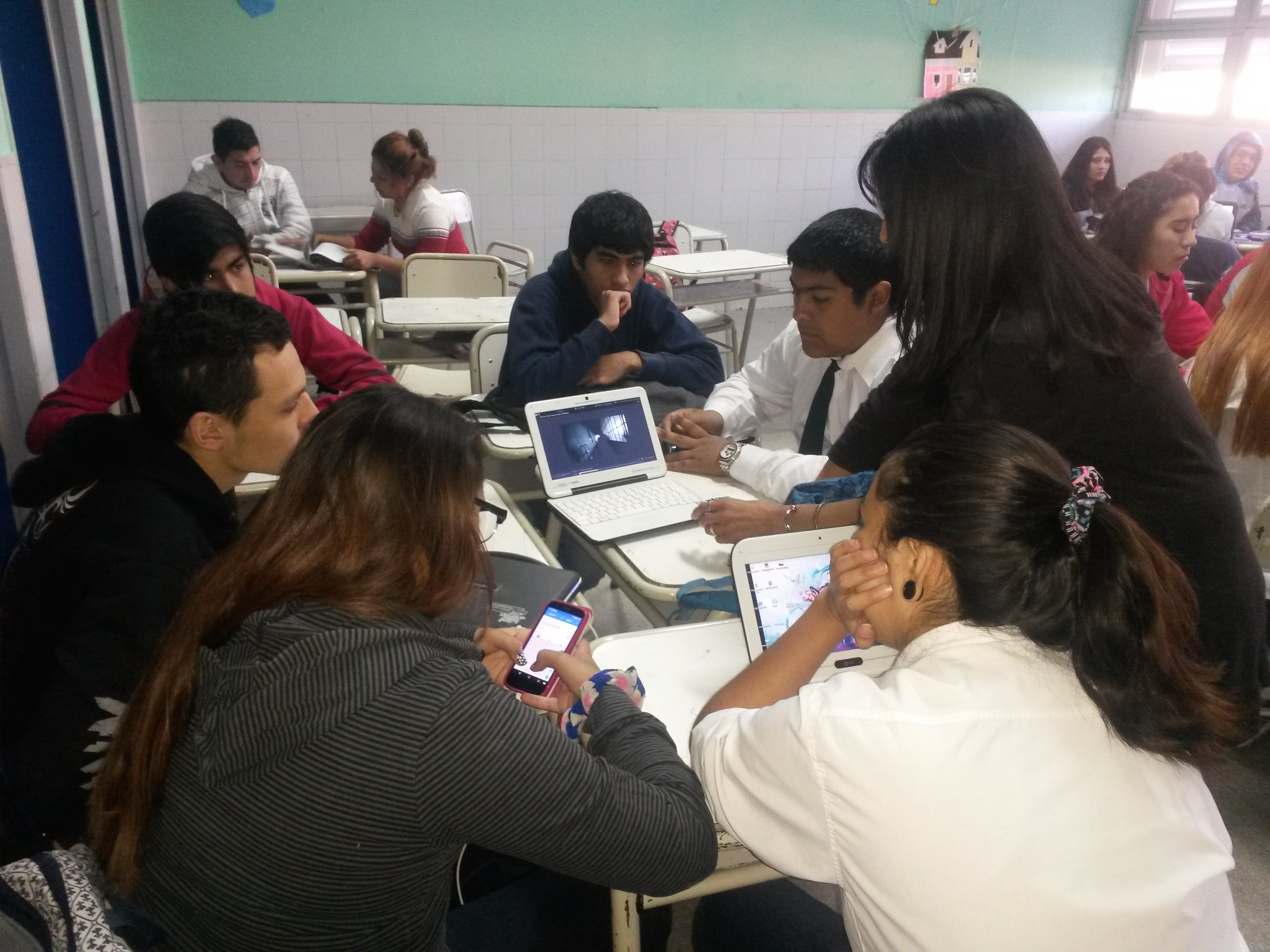
Alumnos de la ESO en Argentina, trabajando proyectos en su Aula virtual

Juana Manso son ambientes virtuales, seguros y sencillos para dar clases por internet en situación de aislamiento total, parcial o como apoyo a las clases presenciales. Es un entorno seguro y sin consumo de datos durante la pandemia por Covid- 19.
Ecuador
Ecuador es reconocido como un país que implementa políticas públicas para universalizar el acceso a las Tecnologías de la Información y Comunicación (TIC), ejecutadas por el Ministerio de Telecomunicaciones y de la Sociedad de la Información (MINTEL). En el periodo 2014-2018 el Instituto Nacional de Preinversión junto con MINTEL, desarrollo un Plan estratégico de Invesitigación para el Desarrollo e Innovación para las TIC en el Ecuador, con el objetivo de determinae el direccionamiento estratégico más conveniente para el desarrollo de la I+D+i de las TIC en el país, en concordancia con el plan Nacional del buen vivir
El Plan Estratégico incluye un análisis completo y diagnóstico de la situación actual, identificación de los puntos fuertes y los puntos débiles de las TIC en el Ecuador, los objetivos y los indicadores del Plan y su estructura global. Específicamente, propone un programa para el desarrollo de la Sociedad de la Información, donde la I+D+i en Gobierno Electrónico o e-gobierno desempeña un papel fundamental.

## TIC aplicadas a la educación
Forma de considerar, organizar, seleccionar y utilizar los medios y recursos didácticos interactivos dentro de una situación educativa con el objetivo de mejorar los procesos de enseñanza-aprendizaje. Integramos las nuevas tecnologías a la educación mediante tres procedimientos.
1. En escuelas primarias donde se implementó el “Programa Primaria Digital” contaron con tres líneas de acción: distribución y equipamiento de aulas digitales móviles (ADM ), capacitación a docentes y equipos técnicos, y desarrollo de un entorno multimedia con materiales y recursos para docentes de primaria.El Aula Digital Móvil cuentan con notebooks, impresora, proyector, cámara fotográfica y pizarra digital, para que alumnos y docentes puedan trabajar y potenciar el trabajo colectivo y colaborativos, integrando lenguajes multimediales a las dinámicas escolares.  as tecnologías. Objeto de conocimiento: Aprender a usar las TEn escuelas primarias donde se implementó el “Programa Primaria Digital” contaron con tres líneas de acción: distribución y equipamiento de aulas digitales móviles (ADM ), capacitación a docentes y equipos técnicos, y desarrollo de un entorno multimedia con materiales y recursos para docentes de primariaIC. Ejemplos: Diseño de presentación visuales didácticas, curso de moodle,...etc.
2. Educación a través de las nuevas tecnologías. Canal: Aprender por medio de las TIC. Ejemplos: Educación a distancia.
3. Educación con nuevas tecnologías. Recursos de enseñanza: Complementariedad de medios. Ejemplos: usar presentaciones visuales para el desarrollo de la asignatura, utilizar el aprendizaje móvil, etc.[27]

## TIC en la diversidad del alumnado
Las TIC tienen la capacidad de adaptarse a las necesidades o demandas de cada persona, reduciendo las diferencias, al facilitar el acceso al currículo o a la comunicación interpersonal a quienes más dificultades tienen para hacerlo. Dentro de las adaptaciones que hacen las TIC a la diversidad del alumnado aparece los conceptos de accesibilidad y usabilidad.
- Accesibilidad: Posibilidad de que un producto o servicio web pueda ser utilizado por la mayoría de las personas independientemente de las limitaciones propias del individuo o de las derivadas del contexto de uso.
- Usabilidad: Conjunto de requisitos o prácticas que ayudan a que una web sea más interactiva, fácil de entender, clara y segura.

## Recursos en el aula TIC
La incorporación de las TIC al aula hace que sean necesarias una serie de herramientas que estén a disposición del alumnado, el profesorado y las familias, mediante un modelo pegagógico. En dichas aulas se han implantado una serie de recursos como son:
- Helvia: Plataforma que facilita los procesos de enseñanza y aprendizaje referidos a la comunicación entre los miembros de la comunidad educativa. Se divide en tres elementos: sitio del centro, bitácora y aula virtual.

- Blog Escuela 2.0: Apartado en la red que puede ofrecer información educativa.

- Webquest: Estrategia didáctica: búsqueda, recopilación y reelaboración de información.

- Mochila digital: Apartado en la red perteneciente a la Junta de Andalucía donde podemos encontrar información referente a diversas secciones de la enseñanza cultural.

- Pasen: Plataforma para los centros educativos andaluces que incorporan las TIC en su práctica docente y contando con la colaboración de las familias.

## Aplicaciones interactivas
Son herramientas digitales de fácil acceso para el aprendizaje pudiendo disponer de ellas para dinamizar las clases ya que son entretenidas y prácticas. Estas herramientas ofrecen la posibilidad de crear, diseñar, compartir y publicar y revisar contenidos trabajados.
- Kahoot!: es una plataforma gratuita que permite la creación de cuestionarios de evaluación.Kahoot!
- Quizizz: es una web que nos permite crear cuestionarios online que nuestros alumnos pueden responder de tres maneras distintas:
  1. En un juego en directo (tipo Kahoot)
  2. Como tarea (los resultados le llegan al maestro)
  3. De manera individual (“solo game”)
- Testeando: es una plataforma educativa y lúdica pensada para profesores y estudiantes de los colegios españoles y latinoamericanos, que ofrece juegos en línea de preguntas y respuestas.
- Pilas Bloques: Pilas Bloques es una herramienta informática (licencia GPL) para que los alumnos de Primaria y primeros cursos de la E.S.O. puedan trabajar los conceptos básicos de programación, experimentando con los procesos lógicos de los algoritmos y resolviendo retos, a modo de juegos, en el ordenador. Esta aplicación está basada en Blockly y fue desarrollada por docentes argentinos (utilizan el dialecto del español propio de Argentina).[29]
- Scratch: permite la creación de juegos, animaciones e historias interactivas.
- GCompris: es un programa de cómputo educacional con diferentes actividades para niños entre 2 y 10 años de edad. Algunas actividades son como videojuegos, pero con orientación educativa.
- Tux paint: es una herramienta de dibujo para niños de primaria.
- Grado 56: juego de preguntas y respuestas entre dos equipos.

## Ventajas y desventajas del uso de las TIC en educación
Actualmente, las TIC son pilares básicos en la educación, ya que proporcionan una gran cantidad de información. A pesar de ser fundamentales, las TIC no han llegado a todo su esplendor debido a que no todo el mundo sabe utilizarlas. Estas son muy importantes porque aportan una gran cantidad de información y hacen posible que se pueda acceder a ella en cualquier momento. Pero para esto, como hemos comentado antes, es necesario que se integren aún más en la sociedad de hoy en día. Algunas de las ventajas que pueden aportar a la educación son:
- Mayor motivación, curiosidad y creatividad hacia el aprendizaje.
- Aprendizaje activo, donde el alumno es el protagonista y el maestro hace de guía.
- Favorece la autonomía, la iniciativa y la disciplina del alumno.
- Acceso a todo tipo de información, sea para ampliar o para propiciar experiencia y conocimiento más real sobre un concepto.
- Aprendizaje a partir de errores.
- Evitan la frustración y aburrimiento y provocan flexibilidad en el estudio, cambiando métodos tradicionales como la memorización, repetición y olvido por nuevas metodologías de Enseñanza-Aprendizaje.

Variabilidad y renovación de los recursos a utilizar.
- Instrumento lúdico y atractivo, donde los niños aprenden, creyendo que juegan.
- Crea diversas situaciones comunicativas y nuevos contextos de interacción social (Conectivismo, Siemens y Tittenberger, 2009), donde aprenden a partir de la conexión y las experiencias de otros.
- Aprendizaje colaborativo (Koschman) a través de las experiencias que ofrecen otros, el compartir opiniones, costumbres, etc.
- Facilita y proporciona recursos y métodos de aprendizaje en los niños con Necesidades Educativas Especiales (NEE).
- Integran diferentes sistemas simbólicos que favorecen y estimulan al alumnado a desarrollar sus inteligencias más eficientes a niveles aún mayores y trazar puentes cognitivos entre estas y las que le dificultan conseguir determinadas habilidades y destrezas (Sánchez, 2002).
- Favorece un aprendizaje constructivista, al permitir al alumno crear su propio aprendizaje.
- Optimiza la gestión de tiempo del alumno, al permitir una interacción asíncrona con el profesor, de modo que puede acceder a los contenidos sin necesidad de coincidir virtualmente con el profesor.
- Reatroalimentación de manera constante, dado que el medio exige respuestas y acciones de inmediato por los usuarios.

- Favorece el desarrollo de habilidades con respecto al uso del ordenador, Internet, los buscadores y diversas herramientas TIC.
- Potencial aumento del interés y motivación por ciertas materias. Hay asignaturas que despiertan menos interés en el alumnado, esto puede provocar frustración del docente ya que no sabe qué recursos utilizar en clase para fomentar la creatividad.Por lo tanto, la utilización de las TIC en las escuelas puede significar un aumento de la motivación, puesto que se ofrece una forma de aprender en sintonía con sus costumbres y aficiones. La utilización de herramientas digitales puede suponer una nueva forma de aprender de manera atractiva, sencilla y divertida.
- Facilita la comunicación. Gracias a las nuevas tecnologías, la comunicación entre alumnos y profesor puede ser mucho más fácil y accesible. Tradicionalmente, el alumno ha ejercido un papel pasivo en este sentido; sin embargo, gracias a las posibilidades que ofrecen los chats y los correos electrónicos pueden ser útiles para la resolución de dudas, para compartir ideas y contenido, etc.
- Fomenta la cooperación. Las TICs son una herramienta fomenta el trabajo en grupo y  pueden proveer de un espacio digital común que promueva la cooperación entre alumnado y cuerpo docente.
- Interactividad. Si utilizamos las TIC como una herramienta más de comunicación e intercambio de ideas entre los alumnos fomentaremos los procesos de reflexión
- Mayor autonomía. Debido al amplio abanico de información que se puede conseguir con la implantación de las TIC en las escuelas, los alumnos pueden ser capaces de escoger y decidir qué asuntos o materias les provocan mayor curiosidad y aumentar estos contenidos mediante la búsqueda y selección de información. Esto significa que los niños tengan capacidad de tomar decisiones, desarrollar su autonomía.
- Potencia la iniciativa y la creatividad. El buen uso de las TIC fomenta el desarrollo de la creatividad y la toma de iniciativa, puesto que alumnos desarrolla nuevas habilidades que le permiten aprender por sí mismo.
- Permite la alfabetización digital y audiovisual. Mediante la propia utilización las TIC se promueve el aprendizaje y el desarrollo de las habilidades necesarias para desenvolverse en la nueva era digital en la que estamos entrando.

- Por otro lado, las TICs facilitan mucho el aprendizaje de los alumnos y alumnas con dificultades ya sean de visión, sordomudos, etc. Además, es una manera de desarrollar la inclusión.

Además, usar las nuevas tecnologías en las aulas también conlleva una serie de desventajas o inconvenientes:
- Distracción de los alumnos ante los aspectos lúdicos que proporcionan las TIC e Internet. Los docentes o padres tienen que reconducir a los discentes o hijos para que no confundan aprendizaje con juego.
- Pérdida de tiempo y fiabilidad de la información. En la web los alumnos pueden encontrarse inmersos ante una cantidad considerable de información, por lo que el profesor deberá guiar al alumno y facilitar su búsqueda por la red.
- Adicción. Adès y Lejoyeux (2003:95) señalan a las TIC como una nueva adicción y advierten sobre el uso de Internet. Los alumnos son muy perceptibles e influenciables y pueden llegar a obsesionarse por diversas aplicaciones como son las redes sociales o los videojuegos.
- Aislamiento. Las nuevas tecnologías también pueden ser las causantes del aislamiento de los alumnos, ya que la comodidad de poder realizarlo todo a través del ordenador o demás dispositivos móviles, puede suponer, a largo plazo, las pérdidas de algunas habilidades sociales entre los escolares.
- Esfuerzo económico y diferencias sociales. Todo lo relacionado con las nuevas tecnologías (Internet, wifi, ordenadores, tabletas, Smartphones, etc.) tiene un coste bastante considerable por lo que no todo el mundo puede disponer por igual de estas tecnologías. Esto puede desencadenar problemas en el aula.
- Falta de formación específica del profesorado.
- Pueden causar frustración. En el caso de que algunos alumnos no se adapten a trabajar con las TIC
- Mucha de la información de internet no es fiabilidad.
- Cansancio visual y otros problemas. Un exceso de tiempo trabajando ante el ordenador o malas posturas pueden provocar diversas dolencias.
- Generan mayores distracciones: En el mundo de las TIC se tiene tal cantidad de información y de alternativas que es muy fácil distraerse, aumenta por tanto el grado de dispersión.
- Altos niveles de adicción: Cuando hablábamos antes de aprender a utilizar las TIC y de concienciarse sobre ellas, nos referíamos entre otros a aprender a controlar nivel de adicción que estas generan, sobre todo en los perfiles más jóvenes.
- El uso abusivo de las TIC genera un menor contacto, en el mundo físico, entre personas, lo cual supone un handicap para el crecimiento de la persona. También conlleva la no realización de otras actividades necesarias, como por ejemplo el deporte.
- Ciberbullying o acoso a través de las redes: Sin duda un tema muy controvertido y de rabiosa actualidad y uno de los mayores riesgos que suponen las TIC. La falta de contacto físico con otras personas, provoca la pérdida de la asertividad y puede derivar en este tipo de actuaciones. Igualmente la posibilidad de crear perfiles falsos y ocultar la identidad en las redes, pueden provocar situaciones de riesgo para las personas en las redes.
- Falta de privacidad: Este tema está también muy relacionado con el anterior, estamos muy expuestos debido a la cantidad de información personal que compartimos en las redes, esto puede derivar en convertirnos en el blanco de persecución de acosadores. Por suerte, cada vez más se trabaja en mejorar la privacidad en las herramientas, pero sin duda, también es necesaria una tarea de concienciación de que no es necesario, es más, puede llegar a ser contraproducente, compartir cierto tipo de información a través de las redes.

Herramientas TIC aplicadas a la formación
a)     ¿Qué papel juegan las TIC en los procesos de enseñanza-aprendizaje?
El desarrollo de medios, instrumentos didácticos, herramientas de aprendizaje,  automatización de actividades rutinarias de planeación y diseño pedagógico con TICs, ha revolucionado el que hacer de docentes y discentes.
Por un lado es mucho más diverso y rico el universo de posibilidades para motivar, inducir, guiar al estudiante para acceder al conocimiento. Por otro, ya no se necesita el encuentro espacial y temporal para desarrollar las actividades que le corresponden al uno u otro en el proceso de enseñanza aprendizaje.
Al alcanzar a Eliminar las limitaciones de cobertura del internet, las tics convertirán lo virtual en el más vasto campo o aula de enseñanza aprendizaje. 
b) ¿Cuáles son las ventajas que provee el uso de las TIC en los procesos formativos?
Esas ventajas tienen que ver con la flexibilidad de espacios y tiempos para desarrollar actividades de formación.  Al centrar la actividad de formación en el estudiante, con acceso a las herramientas tics adecuadas, los tiempos de formación podrían disminuirse al ser la motivación del Estudiante el motor de su aprendizaje. Otra  ventaja es la vasta cantidad de elementos disponibles para apoyar cualquier actividad de enseñanza – aprendizaje.-  así como la posibilidad de trabajar en un mismo proyecto desde cualquier lugar, en equipo. Puesto que los elementos a diseñar están en la nube.
c) ¿Cuáles son los desafíos para la sociedad que el impacto de las TIC ha generado sobre esta?
Un gran desafío es el centrar a los niños, niñas y jóvenes en las herramientas adecuadas para su formación y que ellos aprendan a administrar su tiempo, para encontrar los contenidos adecuados para su formación, sin que se queden “enganchados” en cualquier distracción que aparezca.  Aún es un desafío de la sociedad poner a disposición de todos, no solo de la mayoría, sino de todos, la gran cantidad de medios, herramientas y contenido que circula en la red.
d) Actualmente, en un proceso de enseñanza centrado en el estudiante, ¿cuáles son las actividades asociadas al rol del profesor y al rol del estudiante?
El docente es un guía de la formación en un campo particular del saber y de la persona como un ser humano íntegro, capaz de participar activa y positivamente en el desarrollo pleno de sus facultades físicas, psíquicas, mentales, espirituales y sociales para vivir feliz  su vida al lado de su familia y lograr la superación de la pobreza, la consecución de la paz y el mantenimiento de las condiciones de la vida en el planeta Tierra. 
El estudiante es el responsable de su propia formación conforme a sus intereses, para lo cual es indispensable que este haya tenido un espacio de primera infancia adecuado que le permita el desarrollo pleno de sus facultades y potencialidades, luego del cual siendo consciente de su ser, su vocación y su razón de ser en este mundo, se lance a conseguir todo el conocimiento y ejercite todas las habilidades necesarias para desarrollar adecuadamente su misión en el mundo en que le correspondió nacer, crecer y vivir.